# International Network of Genocide Scholars
Das International Network of Genocide Scholars (INoGS) ist ein unabhängiges, nicht Profit-orientiertes Forschungsnetzwerk zur Förderung des multidisziplinären Austausches und der akademischen Diskussion auf dem Gebiet der Vergleichenden Völkermordforschung.
Das INoGS wurde am 14. Januar 2005 in Berlin gegründet. Es richtet sich an Forschende, Lehrende und Studierende aller akademischen Disziplinen, die sich mit den Themen Genozid und Massengewalt beschäftigen und arbeitet weltweit eng zusammen mit Forschungseinrichtungen wie zum Beispiel dem Centre for the Study of Genocide and Mass Violence der University of Sheffield. Im Jahr 2013 belief sich die Anzahl der Mitglieder auf etwa 300.
Seit Gründung des Netzwerks wurden an wechselnden Orten Workshops und seit 2009 etwa alle zwei Jahre die Global Conference on Genocide organisiert. Gastgeber-Universitäten waren bisher 2009 Sheffield, 2010 Sussex, 2012 Berkeley, 2014 die Universität Kapstadt und zuletzt 2016 die Universität Jerusalem. Die nächste Konferenz ist 2018 in Marseille geplant. Seit 2005 erscheint vierteljährlich das Journal of Genocide Research als offizielle Zeitschrift des Netzwerks. Zum Executive Board (Geschäftsführung) des International Network of Genocide Scholars für die Jahre 2017 bis 2019 gehören Elisabeth Hope Murray, Präsidentin (Embry-Riddle University in Daytona Beach) und Mohamed Adhikari, Vize-Präsident (Universität Kapstadt). Der letzte Präsident des Netzwerks war der Mitgründer und Historiker Jürgen Zimmerer.